# Slaget vid Nafplion
Slaget vid Nafplion var ett litet slag som utkämpades två mil utanför Nafplion. Detta sägs vara det första dokumenterade slaget mellan turkar och greker. Källorna är bristfälliga, och man vet inte ens när det utkämpades. Det troligaste datumet är någon gång mellan 225 och 220 f.Kr.

## Slaget
5 000 vältränade spartaner gick ut i strid för att kämpa emot hunturkarna i hopp om att försvara Nafplion. Man har hittat ytterst få spår av pilar, även om turkarna var kända för sin skicklighet med pilbåge; terrängen var förmodligen inte anpassad för bågar eller andra skjutvapen. Den turkiska styrkan var mindre (uppskattningsvis cirka 2 000 man), men turkarna lyckades lägga sig i bakhåll, vilket gjorde att den kända spartanska formationen brast. Striden var mycket blodig, spartanerna kämpade till sista man, dock gick tukarna segrande ur striden genom goda strategier samt psykisk och fysisk styrka.

## Följder
Det anmärkningsvärda var att hunturkarna inte sökte mark, endast rikedomar och kvinnor. Turkarna lämnade Grekland efter att ha erhållit gåvor som i Nafplion, under order av den dåvarande härskaren Kleomenes III. Spartanernas elitsoldater hade sedan tidigare aldrig förlorat ett enda slag under när de var numerärt överlägsna och detta gav upphov till respekt för detta nya folkslag som kom att skapa ett stort imperium, under olika turkiska ledares styre.